# Ackumulatorlok
Ett ackumulatorlok är ett lok som drivs av elmotorer som får ström från ackumulatorer.

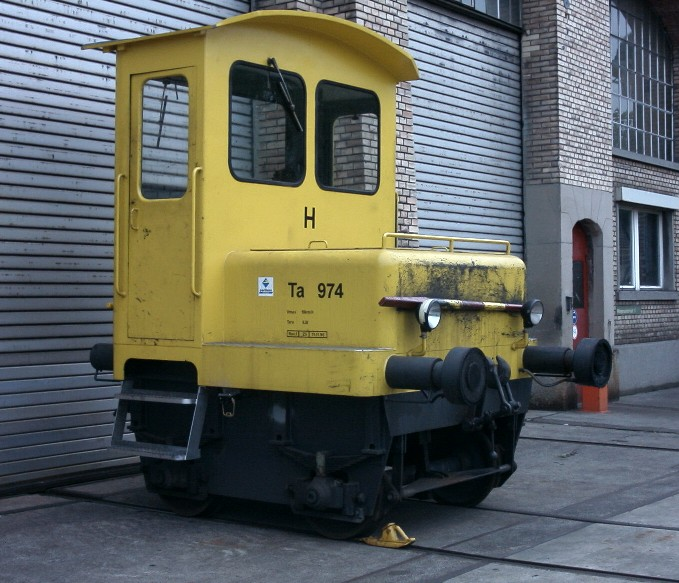
SBB Ta 974 Tintenfisch (bläckfisk), växellok tillverkat 1965, som används i en järnvägsverkstad i Zürich, Schweiz, bild från 2002

Detta lok fungerar som ett ellok men är inte beroende av strömförsörjning längs hela spåret.
I Sverige fanns de som kombinerade ellok med strömavtagare för 15 kV och ackumulator för driv på korta sträckor utan kontaktledning; SJ förde dem under Littera Ö.